# Ледена дворана Витјаз (Чехов)
Ледена дворана Витјаз (рус. Ледовый хоккейный центр «Витязь» — „Ледени хокејашки центар Витјаз”, такође Ледовый хоккейный центр 2004 — „Ледени хокејашки центар 2004”), вишенаменска је арена у Чехову, Русија. Отворена је 2004. године и има капацитет за око 3.300 људи. Пре свега се користи за утакмице хокеја на леду и домаћи је терен локалном тиму ХК Витјаз, који се такмичи у Континенталној хокејашкој лиги.